# Lionel Scaloni
Lionel Sebastián Scaloni (ur. 16 maja 1978 w Rosario) – argentyński trener i piłkarz, który występował na pozycji obrońcy. Od 2018 selekcjoner reprezentacji Argentyny w piłce nożnej.
Oprócz argentyńskiego posiada również obywatelstwo włoskie.

## Kariera klubowa
Scaloni jest wychowankiem Newell's Old Boys.
W 1998 roku przeniósł się z Estudantes La Plata do hiszpańskiego Deportivo La Coruña, gdzie spędził kolejne osiem sezonów, w trakcie których został mistrzem Hiszpanii oraz zdobył jeden Puchar Króla i Superpuchar. W 2006 roku został wypożyczony do angielskiego West Hamu, po którego zakończeniu odszedł do Racingu Santander. W kolejnym sezonie Argentyńczyk znów zmienił klub, odchodząc do włoskiego Lazio, gdzie grał przez kolejne pięć lat, z roczną przerwą na wypożyczenie do RCD Mallorca.
W styczniu 2013 roku został piłkarzem Atalanty, w której barwach zakończył karierę piłkarską w 2015 roku.

## Kariera reprezentacyjna
W reprezentacji Argentyny zadebiutował w 2003 roku w spotkaniu przeciwko Libii.
Wcześniej grał dla młodzieżowych reprezentacji Argentyny, z którą zdobył złoty medal Mistrzostw Świata U20 w 1997 roku. Uczestnik Mistrzostwach Świata 2006, na których rozegrał jedno spotkanie w 1/8 finału przeciwko Meksykowi (2:1).
Łącznie w reprezentacji siedem spotkań.

## Kariera trenerska
Po zakończeniu kariery został asystentem Jorge Sampaoliego, z którym pracował w Sevilli i reprezentacji Argentyny.
Po nieudanych dla Albicelestes Mistrzostwach Świata 2018 został wraz z Pablo Aimarem ogłoszony tymczasowych trenerem kadry. W listopadzie 2018 roku został ogłoszony selekcjonerem.
W 2019 roku prowadził drużynę Argentyny na turnieju Copa America, gdzie zdobył brązowy medal.
W 2021 roku wygrał Copa America z reprezentacją Argentyny przełożonym z roku 2020 z powodu pandemii COVID-19. W 2022 roku wygrał Mistrzostwo Świata jednocześnie zostając trzecim selekcjonerem, który zdobył z Argentyną mistrzostwo świata – po Cesarze Luisie Menottim (MŚ 1978) i Carlosie Bilardo (MŚ 1986). Jest także pierwszym w historii selekcjonerem Argentyny, który zdobył Copa America i Mistrzostwo Świata.

## Sukcesy

### Piłkarz

#### Deportivo La Coruña
- Mistrzostwo Hiszpanii: 1999/2000
- Puchar Króla: 2001/2002
- Superpuchar Hiszpanii: 2000, 2002

#### Reprezentacyjne
- Mistrzostwo Świata U-20: 1997

### Trener

#### Reprezentacyjne
- Copa América (3. miejsce): 2019
- Copa América: 2021, 2024
- Superpuchar CONMEBOL–UEFA: 2022
- Mistrzostwo świata: 2022

#### Wyróżnienia
- Trener Roku FIFA: 2022[7]
- Najlepszy trener reprezentacyjny według IFFHS: 2022[8], 2023[9]
- Złota Ławka: 2023[10]
- Południowoamerykański Trener Roku: 2022[11]